# Železniční trať Beroun–Rakovník
Železniční trať Beroun–Rakovník (v jízdním řádu pro cestující označená číslem 174) je železniční trať o délce 44 km z Berouna do Rakovníka.  

## Historie
Trať vystavěla společnost Rakovnicko-protivínské dráhy a do provozu byla uvedena v roce 1876. V prvních letech provozu se na trati vystřídalo několik různých provozovatelů (mezi nejvýznamnější patřila i Ústecko-teplická dráha), až roku 1884 provoz převzaly c. k. Státní dráhy.[zdroj?]
Trať je vedena údolím řeky Berounky a zajišťuje důležité spojení Berouna s okolními obcemi a jejich průmyslovými kapacitami (například v Nižboru). V Roztokách překonává Berounku a pokračuje přes Křivoklát směrem k Rakovníku údolím Rakovnického potoka, kde je cesta trati zkrácena pěti tunely (Stříbrný, Nad Budy, Pod královskou pěšinkou, Pod Basou a Chlumský). 

## Provoz
Provoz zde zajišťovaly motorové vozy řady 810 s přípojným vozem Btax780, poté od ledna 2005 do června 2012 812 (Esmeralda) a od 5. prosince 2005 814 (Regionova). Vlaky jsou v Pražské integrované dopravě označeny jako linka S75. 
Od srpna roku 2023 jsou nasazovány motorové jednotky 847, známé pod obchodním označením RegioFox. Na vlaky Os 7728 a 7729 je nasazován motorový vůz 810. Na Rakovnický a Kralovický rychlík jsou zpravidla nasazovány soupravy, složené z lokomotivy 749 a vozů Bmx či Bix. Na Kralovický rychlík je řazen barový vůz Bixovna.
V GVD 2023/2024 je ve všedních dnech po trati vedeno 16 párů osobních vlaků. Ranní vlak Os 7703 odjíždí ze Zdic, vlaky Os 7713 a Os 7725 zajíždějí do zastávky Rakovník západ. O víkendech a svátcích je po trati vedeno 14 párů osobních vlaků v období platnosti SELČ a 10 párů osobních vlaků mimo období platnosti SELČ. Ve vybraných dnech je po trati veden Kralovický rychlík společnosti KŽC Doprava, který spojuje Prahu a Kralovice u Rakovníka, víkendový provoz doplňuje Rakovnický rychlík téže společnosti. V období letních prázdnin 2024 byl zaveden vložený pár vlaků mezi Rakovníkem a Berounem.

## Stanice a zastávky
- Beroun (tratě 170, 171 a 173)
- Beroun-Závodí (trať 173)
- Hýskov
- Nižbor
- Žloukovice
- Račice nad Berounkou
- Zbečno
- Újezd nad Zbečnem
- Roztoky u Křivoklátu
- Křivoklát
- Městečko u Křivoklátu
- Pustověty
- Lašovice
- Chlum u Rakovníka
- Rakovník (tratě 120, 126, 161 a 162)

## Stanice a zastávky (fotogalerie)

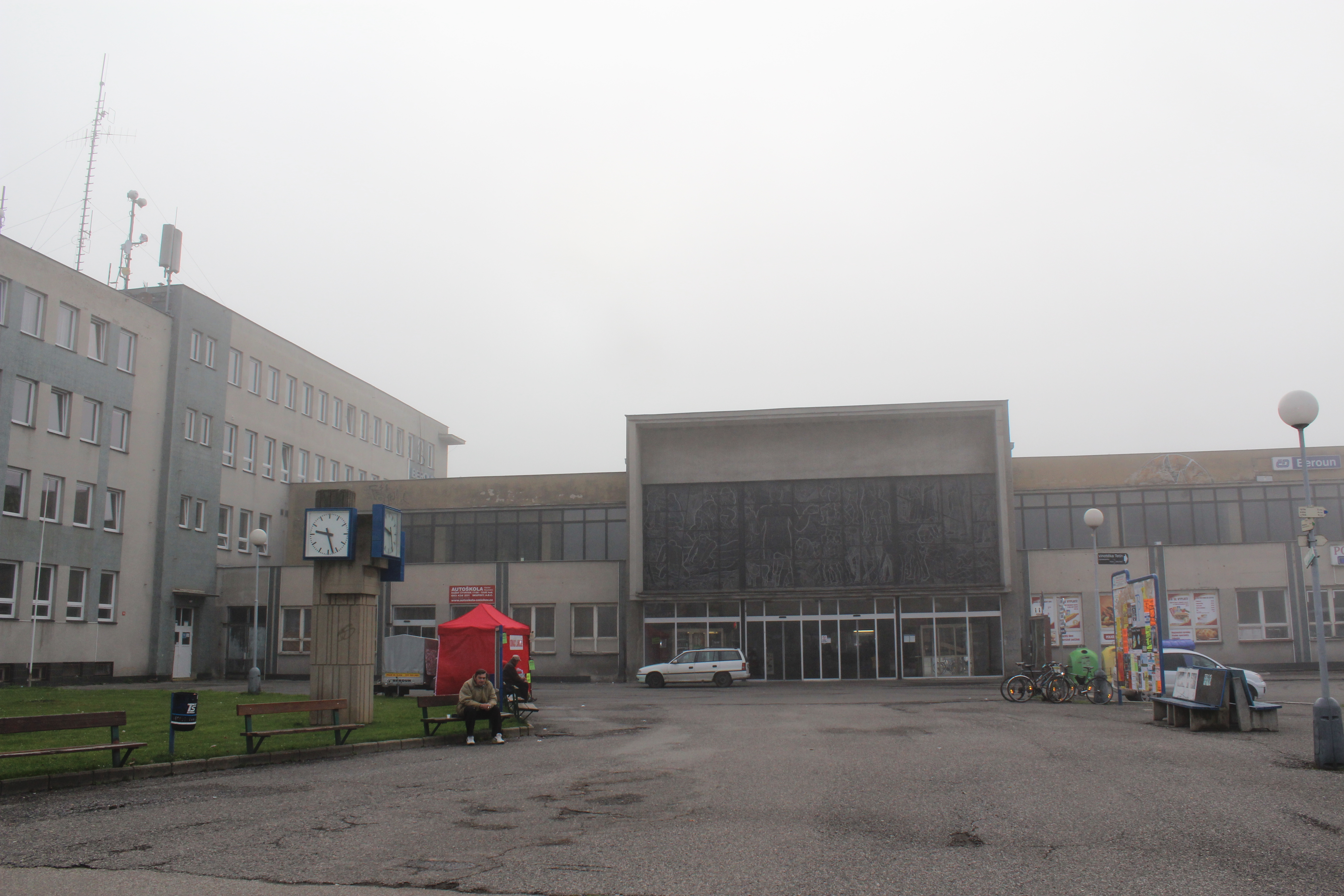
Beroun
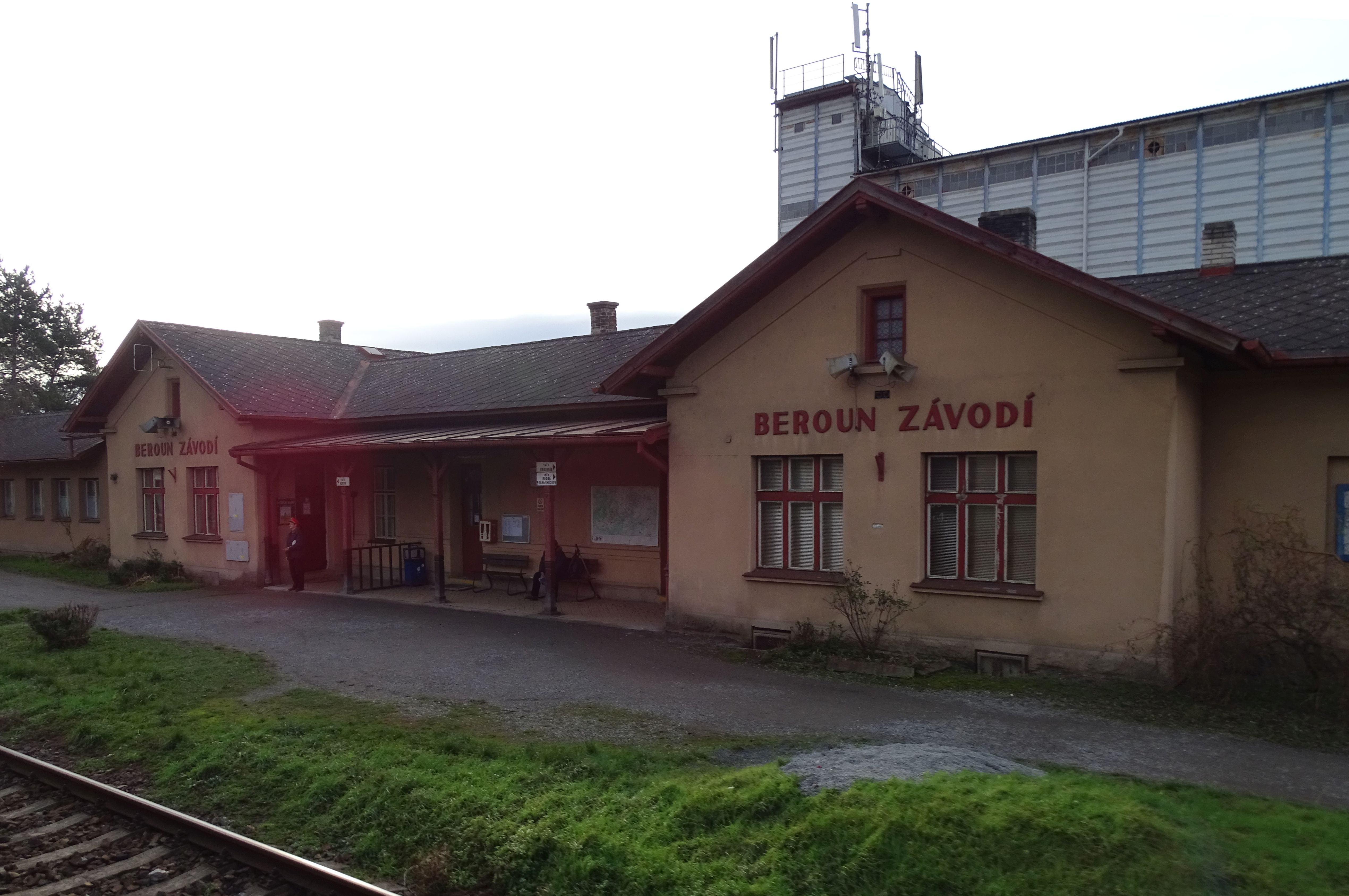
Beroun-Závodí
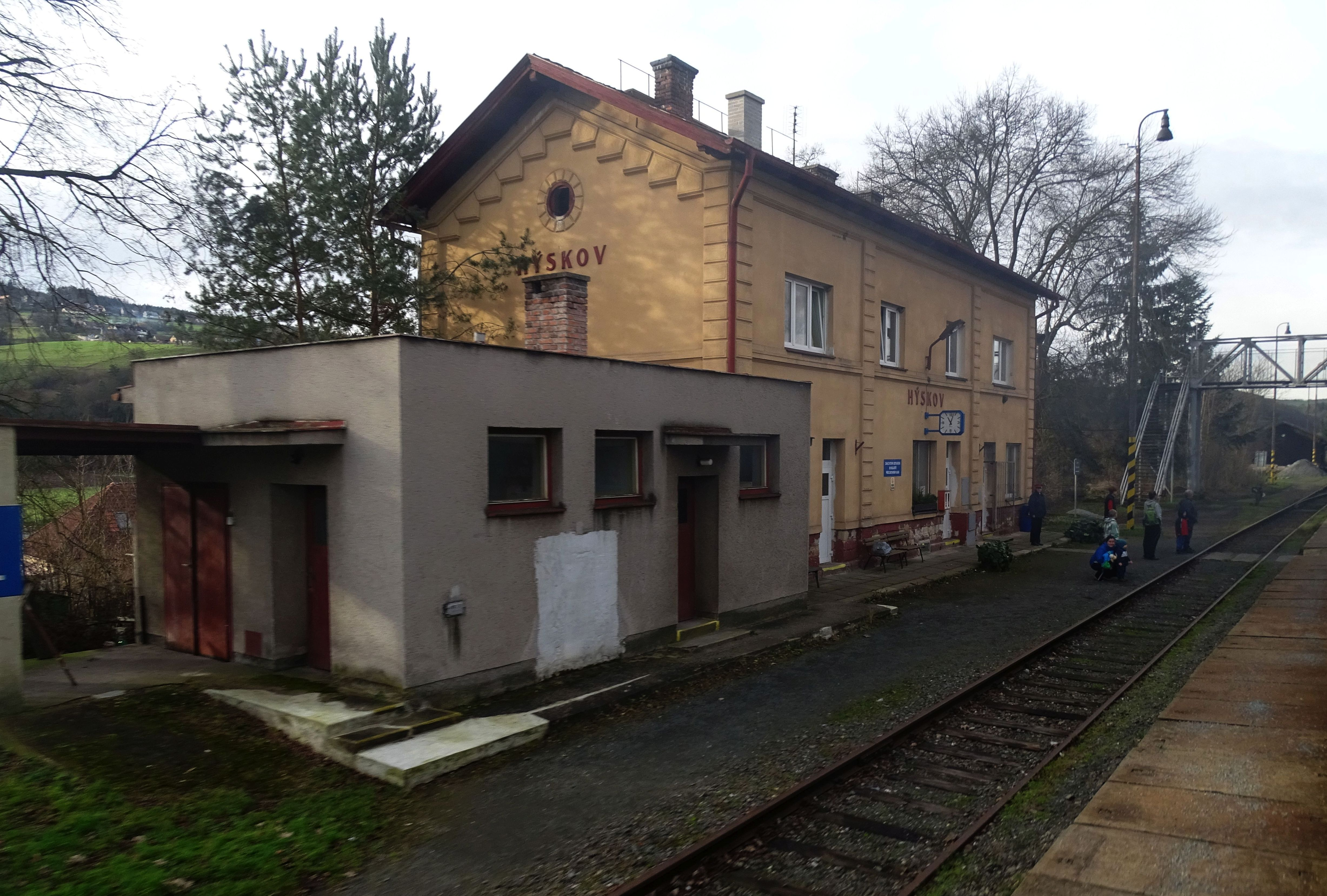
Hýskov
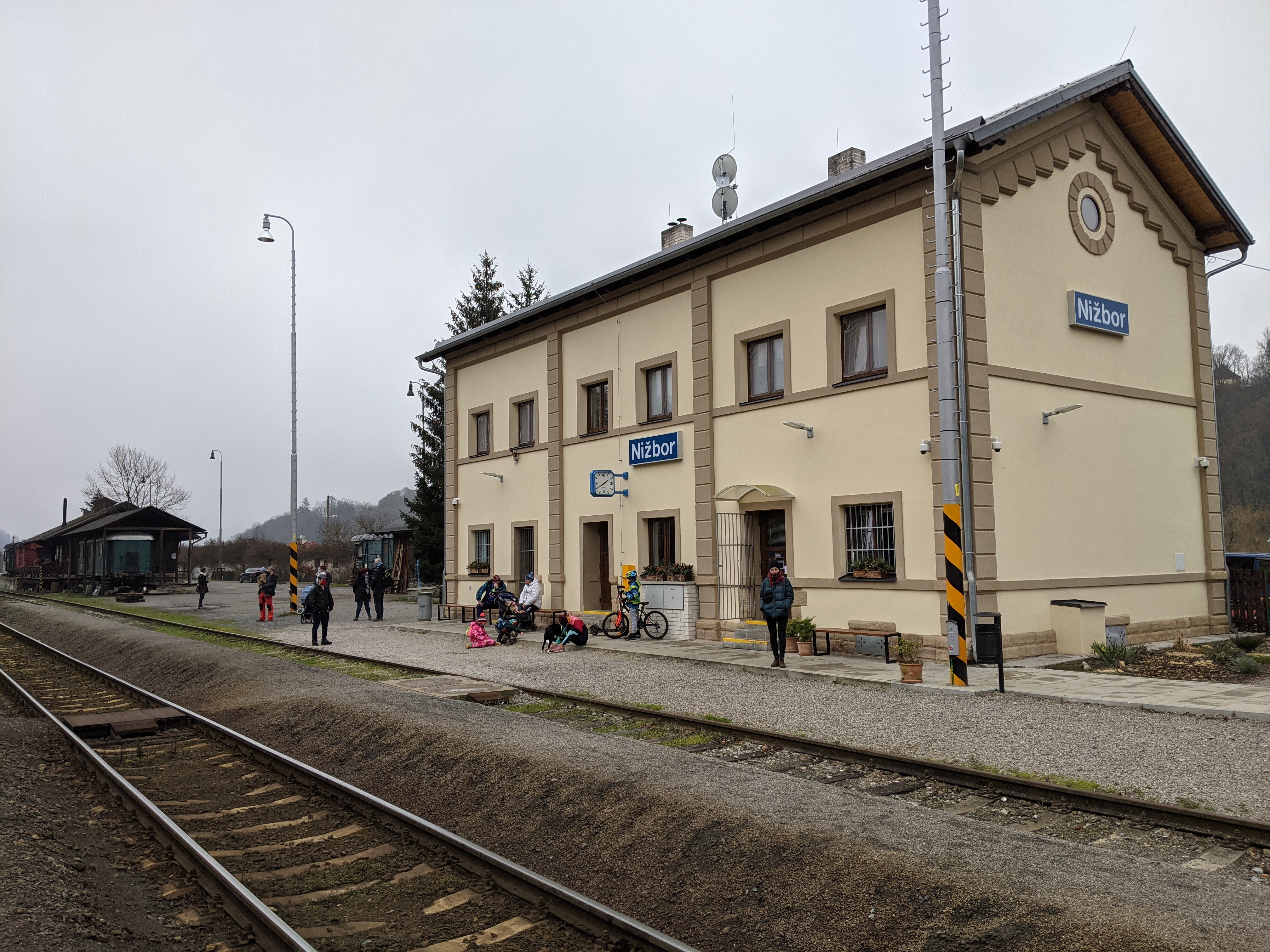
Nižbor
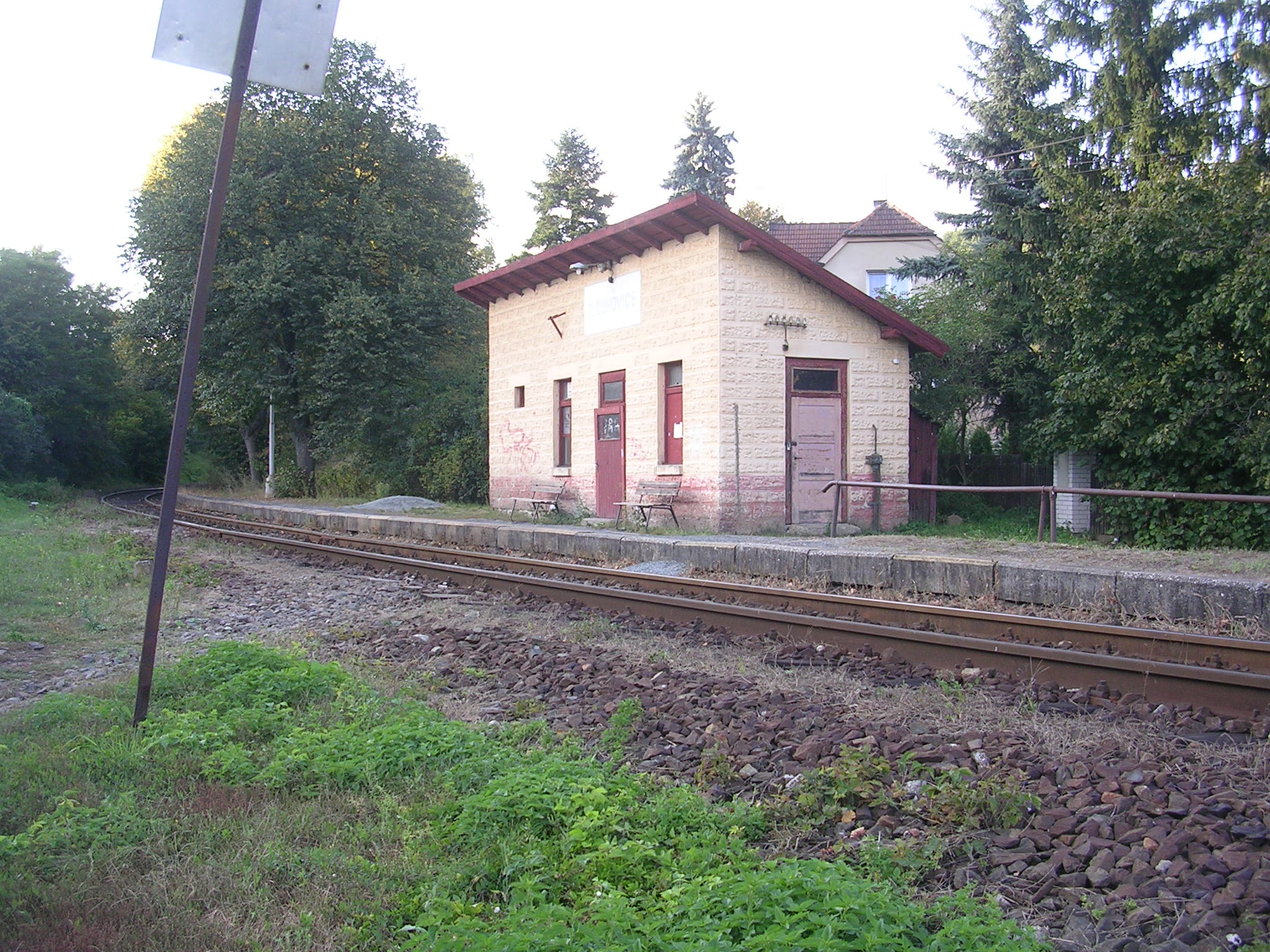
Žloukovice
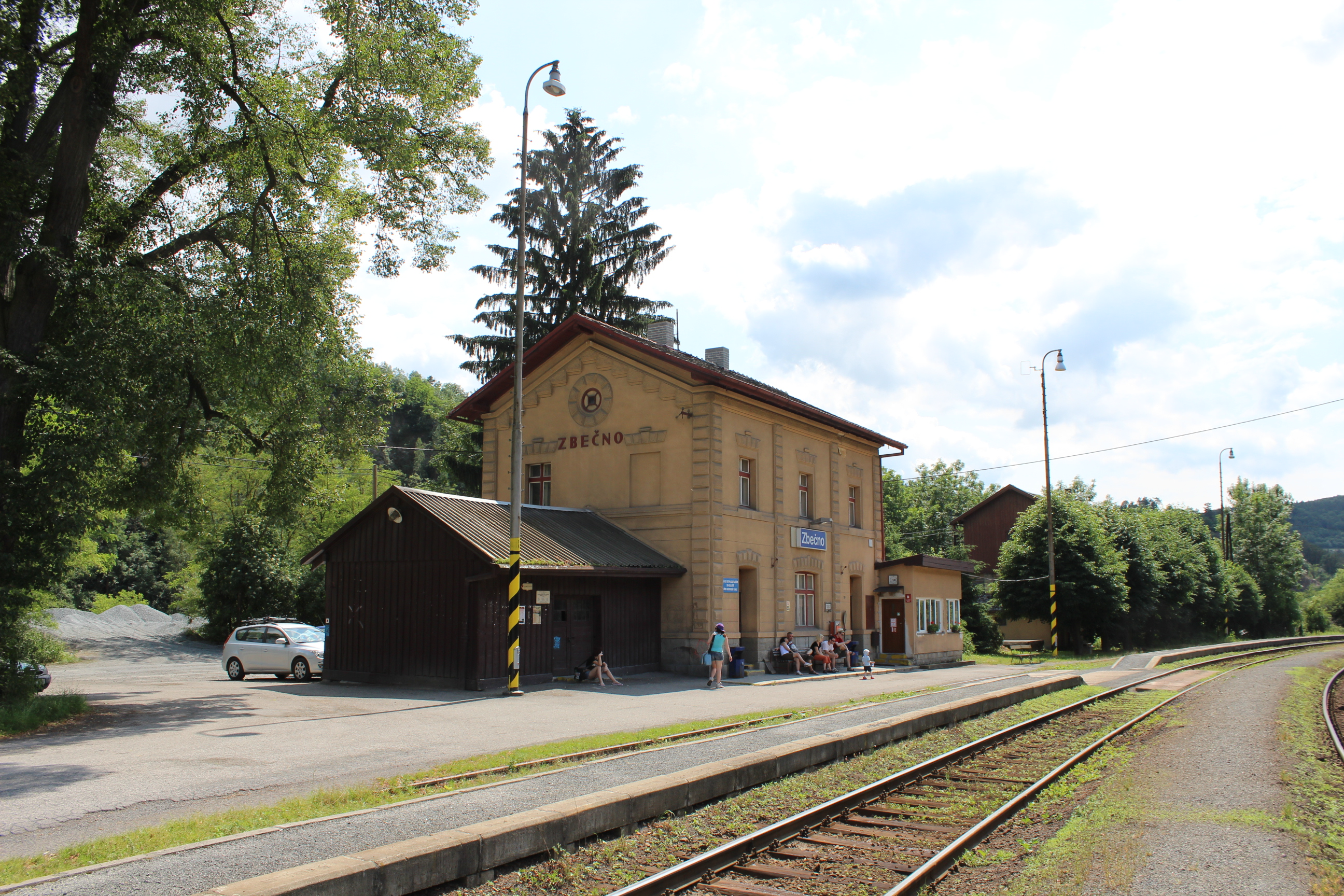
Zbečno
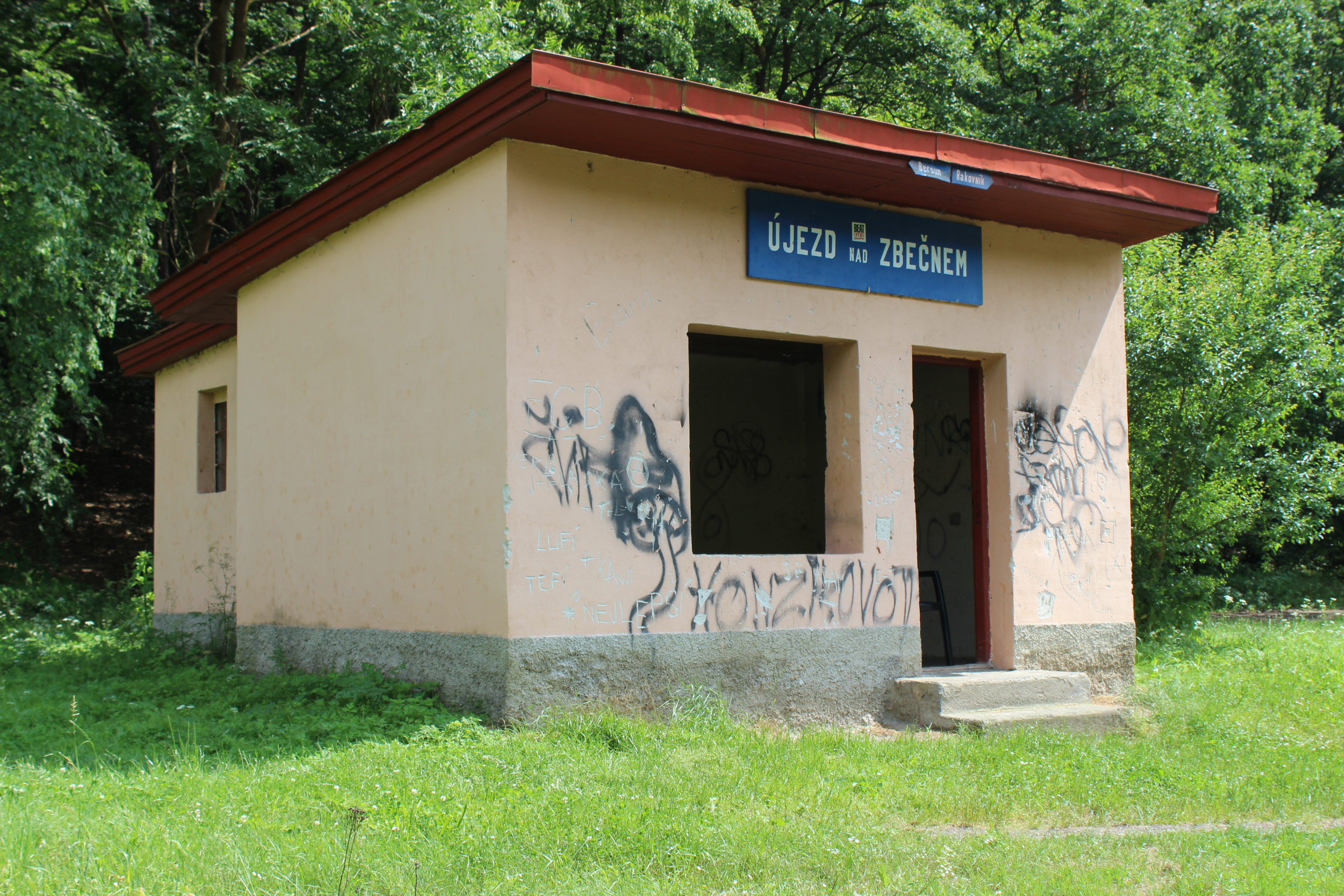
Újezd nad Zbečnem
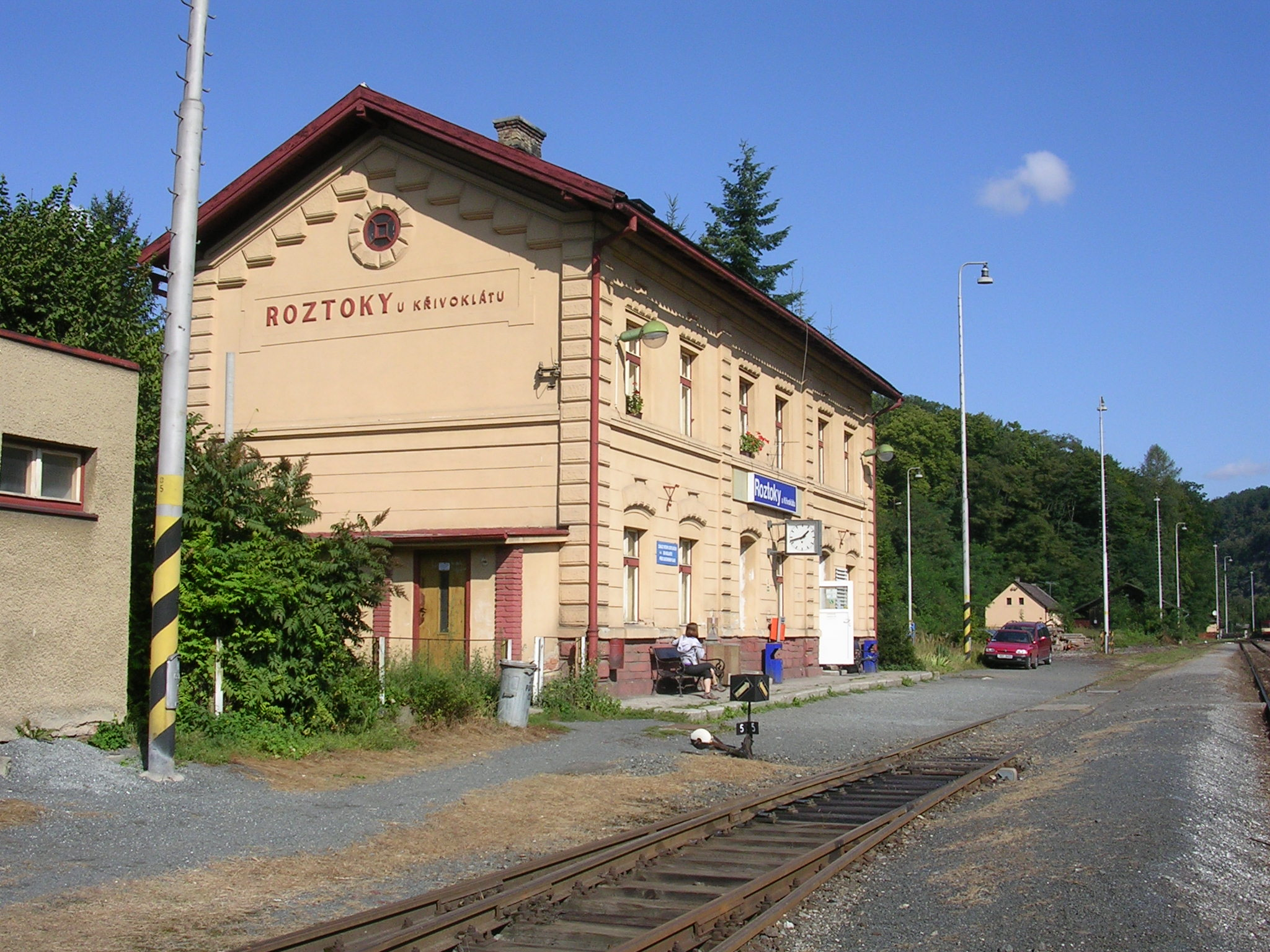
Roztoky u Křivoklátu
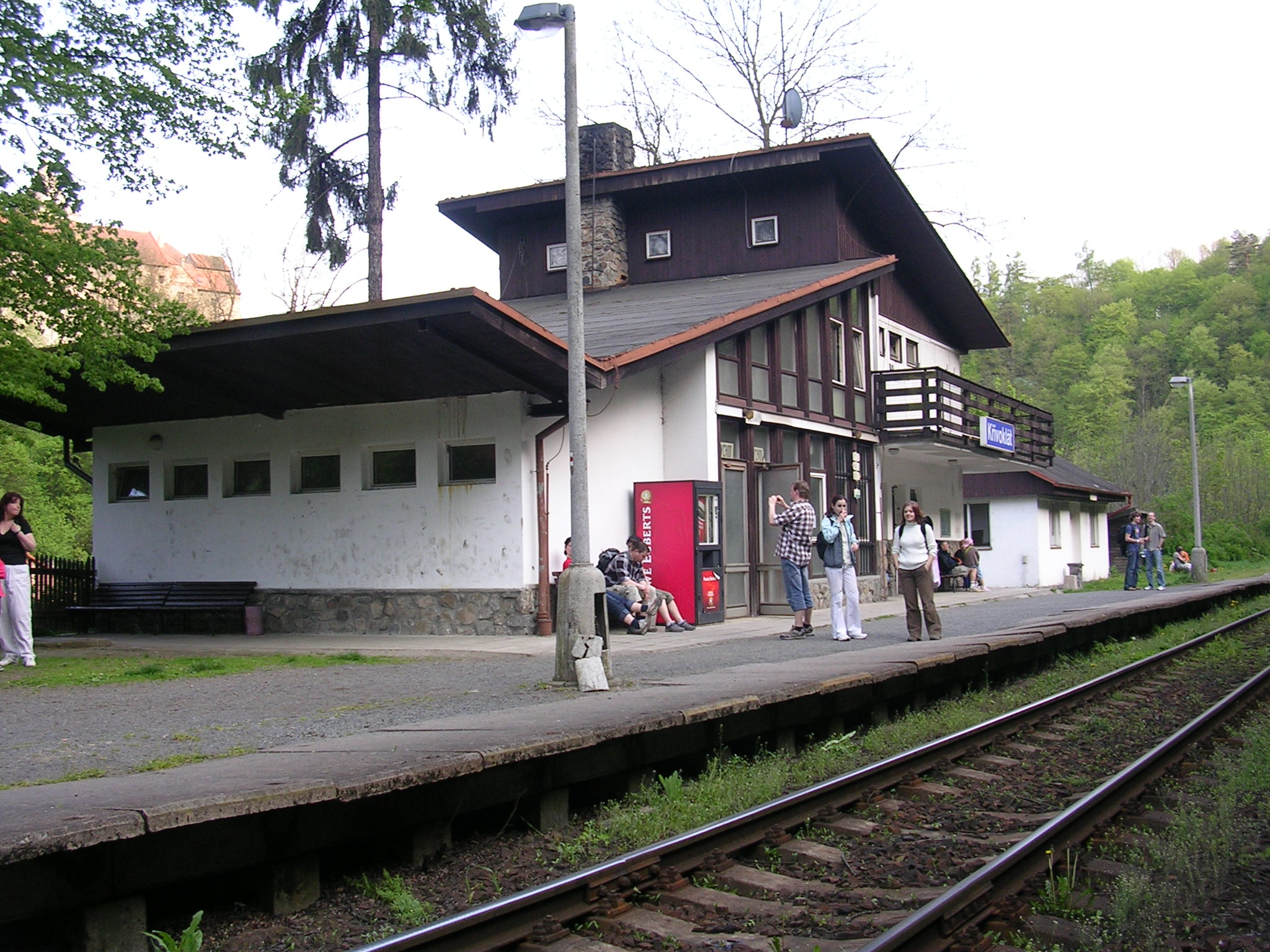
Křivoklát
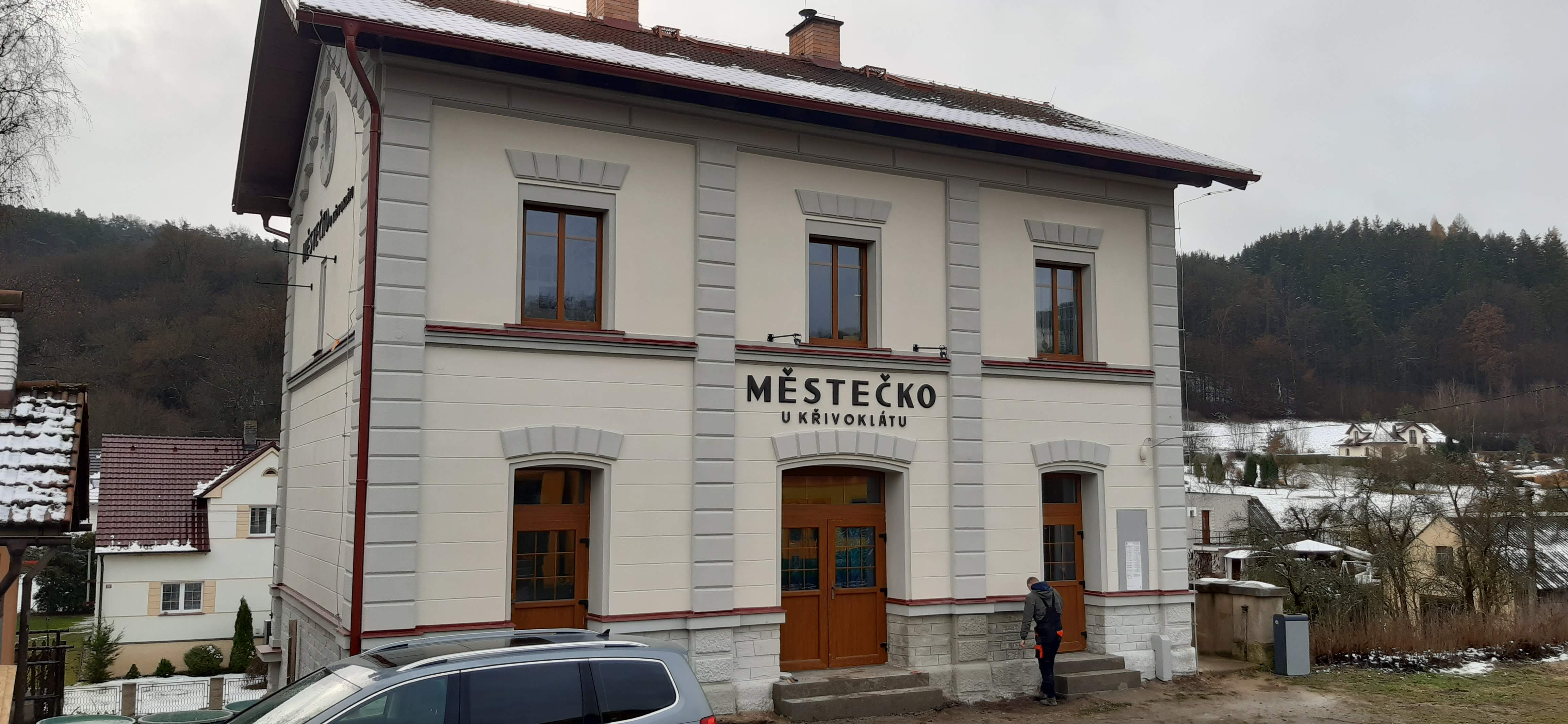
Městečko u Křivoklátu
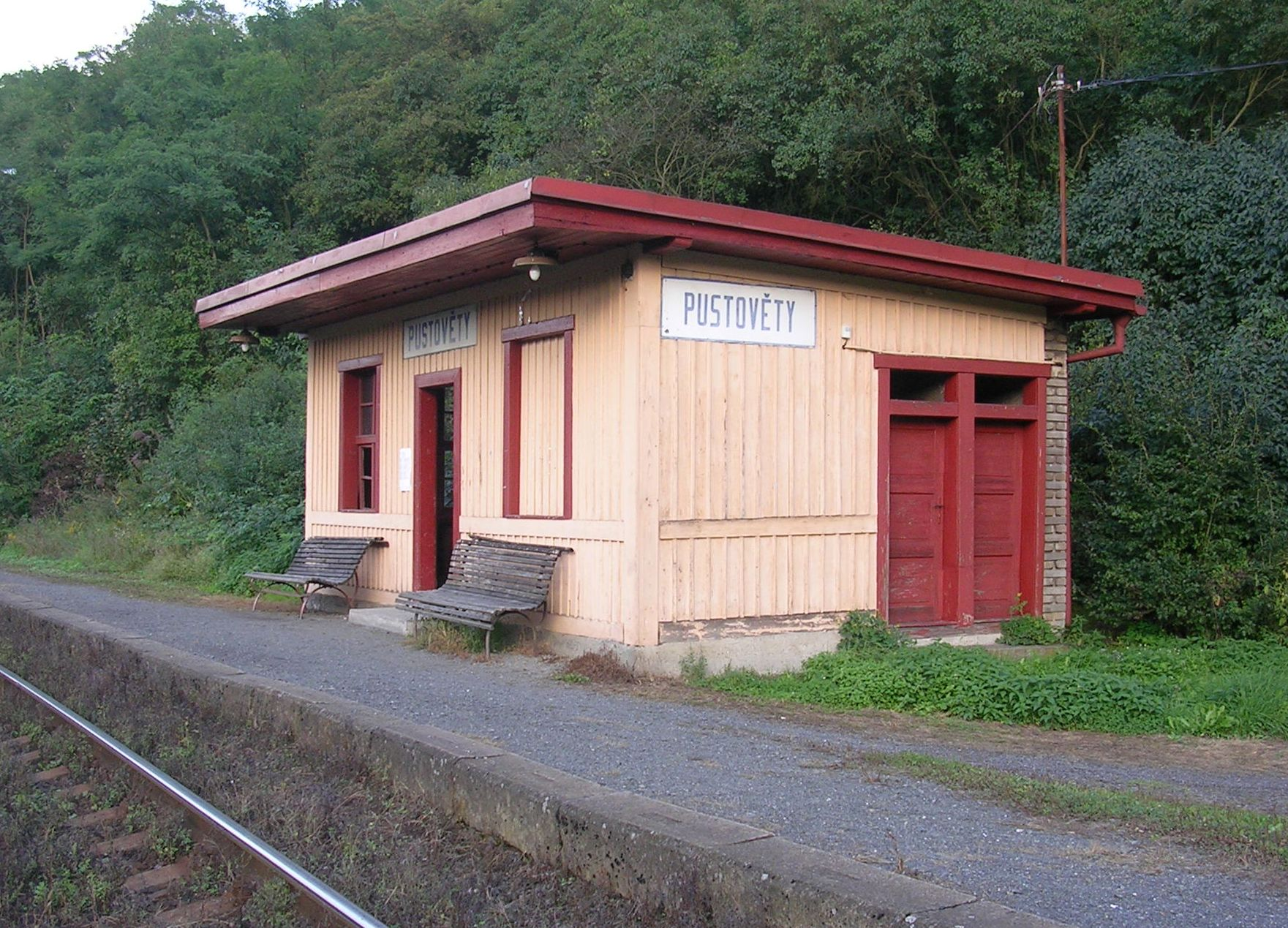
Pustověty
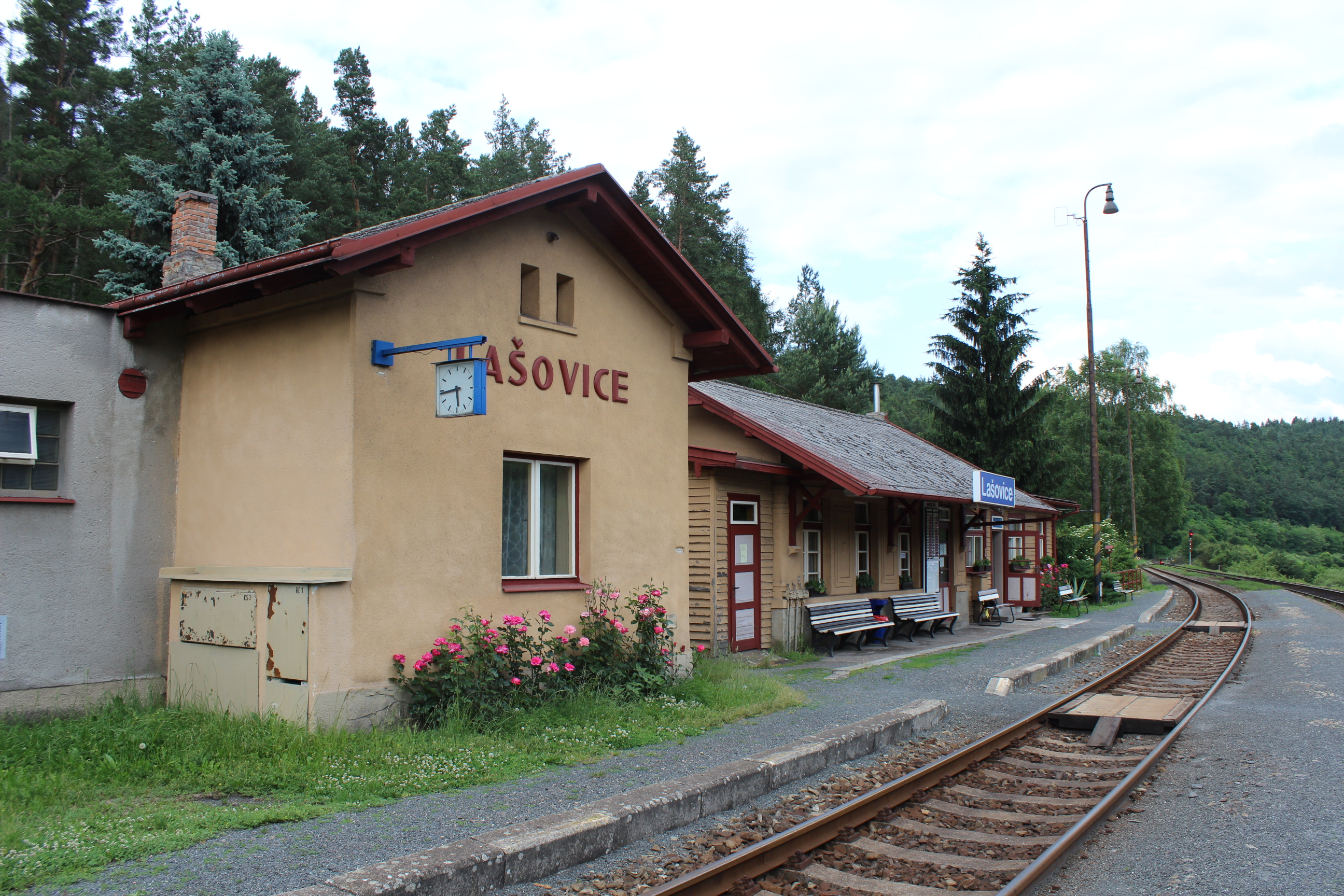
Lašovice
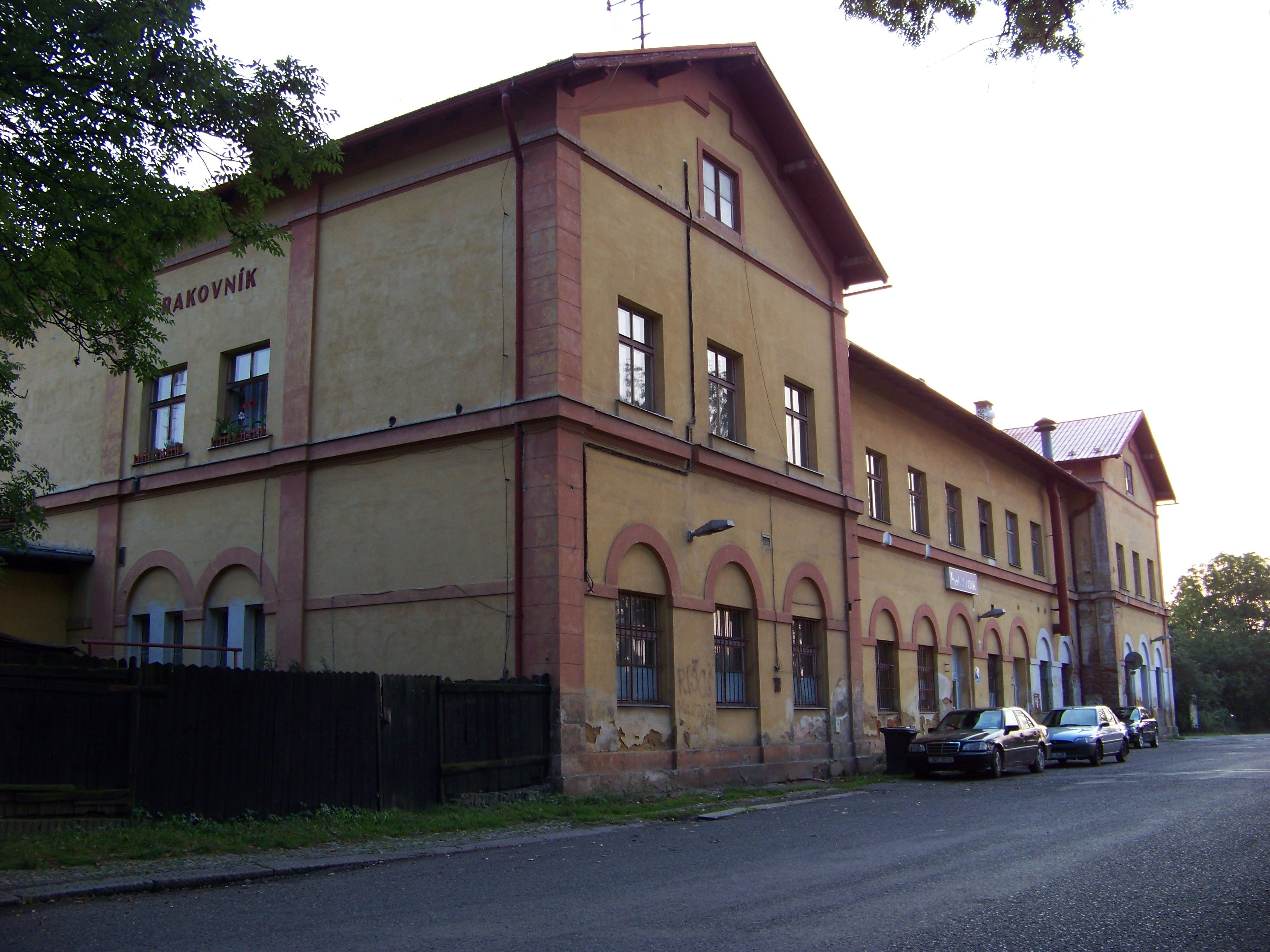
Rakovník

## Fotogalerie
- Kralovický rychlík v Roztokách u Křivoklátu
- Motorový vůz 851 008 v Roztokách u Křivoklátu